# Фукумура, Мидзуки
Мидзу́ки Фукуму́ра (яп. 譜久村 聖 Фукумура Мидзуки, род. 30 октября 1996 года в Токио, Япония) — японский идол, участница девятого поколения японской поп-группы Morning Musume.

## Биография

### 2008
В июне 2008 года на концерте 2008 Hello! Project Shinjin Kouen 6gatsu «Akasaka Hop!» Мидзуки  Фукумура, Риэ Канэко и Акари Такэути были представлены как новые участницы Hello! Pro Egg. Первое выступление Мидзуки состоялось на концерте 2008 Hello! Project Shinjin Kouen 9gatsu «Shibakouen Step!».

### 2009
26 августа 2009 года Мидзуки была введена в состав группы Shugo Chara Egg!. Она дебютировала на телевидении в роли Amulet Heart в Shugo Chara! Party!.

### 2010
В 2010 году Мидзуки снялась в качестве танцовщицы в двух видеоклипах Эрины Мано, «Haru no Arashi» и «Onegai Dakara...».

### 2011
2 января 2011 года, на концерте Hello! Project 2011 Winter «Kangei Shinsen Matsuri», было объявлено о решении ввести Мидзуки Фукумуру в состав группы Morning Musume вместе с победившими по результатам прослушивания в 9-е поколение группы Рихо Саяси, Эриной Икутой и Канон Судзуки. Ничего не подозревавшая Мидзуки присутствовала на сцене среди других участниц Hello! Project, когда Цунку, продюсер Morning Musume, закончив представление девушек, победивших в прослушивании, назвал её имя.
17 мая вышел её первый сольный DVD Greeting ~Fukumura Mizuki~.

### 2012
13 января участницы Morning Musume 9-го поколения и 10-го поколения начали вести веб-ток-шоу исключительно для членов фан-клуба под названием Honki DE Hichou!. Они также начали вести радиошоу 7 апреля под названием Morning Musume no Morning Jogakuin ~ Houkago Meeting» на Radio Nippon.

## Группы и юниты Hello! Project
- Hello Pro Egg (2008-2011)
- Shugo Chara Egg! (2009-2011)
- Morning Musume (2011-)
- Hello! Project Mobekimasu (2011)
- Hello! Project Station Dance Club (2013-2015)
- Stelladrop (2014-2015)

## Дискография

### Студийные альбомы
Morning Musume
- 12, Smart (2011)
- 13 Colorful Character (2012)
- The Best! ~Updated Morning Musume~ (2013)
- Morning Musume '14 Coupling Collection 2 (2014)
- One・Two・Three to Zero (2014)
- 14shou ~The message~ (2014)
- 15 Thank you, too (2017)
- Hatachi no Morning Musume (2018)

### Синглы
Сольные
- «Extra» (エキストラ, 21 июня 2021 (iTunes), 28 июня 2021 (Recochoku, mora))

Shugo Chara Egg! (Би-сайды на синглах группы Guardians 4)
- «PARTY TIME/Watashi no Tamago» (Выпущен: 18 ноября 2009 года)
- «Going On!/Arigatou ~Ookiku Kansha!~» (Выпущен: 20 января 2010 года)[13]

Hello! Project Mobekimasu
- «Busu ni Naranai Tetsugaku» (Выпущен: 16 ноября 2011 года)

## Фильмография

### Телевизионные сериалы
- Shugo Chara! Party! ... Amulet Heart (октябрь 2009 — март 2010)
- Suugaku Joshi Gakuen (11 января 2012 — 28 марта 2012, Nippon Television)

### Театр
- Re-born: Inochi no Audition (8–17 октября 2011, Space Zero Hall, Токио)
- Stacies - Shoujo Saisatsu Kageki (6-12 Июня 2012, Space Zero Hall, Токио) [14]
- Gogakuyuu (12-17 июня, 2013, Kinokuniya Southern Theater, Токио), (22-23 июня 2013, Theater BRAVA!, Осака)
- LILIUM -Lilium Shoujo Junketsu Kageki- (5-15 июня 2014, Ikebukuro Sunshine Theater, Токио), (20-21 июня 2014, Morinomiya Piloti Hall, Осака)[15]
- TRIANGLE (18-28 июня, 2015, Ikebukuro Sunshine Theater, Токио)[16]
- Zoku 11nin Iru! Higashi no Chihei, Nishi no Towa (11-12 июня 2016, Kyoto Gekijo in Kyoto, Киото) (16-26 июня 2016, Ikebukuro Sunshine Theater, Токио)[17]
- Pharaoh no Haka  (2-11 июня 2017, Ikebukuro Sunshine Theater, Токио)[18]
- Pharaoh no Haka ~Hebi Ou Sneferu~ (1—10 июня 2018, Ikebukuro Sunshine Theater, Токио; 15—17 июня 2018, Mielparque Hall, Осака)[19]

### DVD & Blu-ray
Сольные DVD & Blu-ray
| # | Название                   | Дата выпуска   | Чарты               | Лейбл              |
| # | Название                   | Дата выпуска   | Oricon Weekly Chart | Лейбл              |
| - | -------------------------- | -------------- | ------------------- | ------------------ |
| 1 | Greeting ~Fukumura Mizuki~ | 2011           | —                   | e-Hello! series    |
| 2 | MIZUKI in Guam             | 22 мая 2013    | 31                  | Zetima (EPBE-5466) |
| 3 | Pancake                    | 6 августа 2014 | 32                  | Zetima (EPBE-5484) |
| 4 | Yuubae                     | 20 января 2016 | 35                  | Zetima (EPXE-5076) |
| 5 | One day                    | 5 декабря 2018 | 58                  | Zetima (EPXE-5145) |

### Фотокниги
Сольные фотокниги
1. MIZUKI (15 мая 2013, Up-Front Books, ISBN 978-4-8470-4550-9)
2. Utakata (25 июня 2014, Up-Front Books, ISBN 978-4-8470-4652-0)
3. Kagayaki (5 декабря 2015, Up-Front Books, ISBN 978-4-8470-4803-6)
4. Hatachi (15 июля 2017, Wani Books, ISBN 978-4-8470-4929-3)
5. Makana (30 октября 2018, Wani Books, ISBN 978-4-8470-8161-3)
6. Tasha! (30 октября 2019, Wani Books, ISBN 978-4-8470-8241-2)
7. glance (2 января 2022, Wani Books, ISBN 978-4-8470-8400-3)

Совместные фотокниги
- Alo-Hello! Morning Musume 9ki Member Shashinshuu (16 декабря 2012, Kids Net, ISBN 978-4-0489-5474-7)
- Morning Musume '14 BOOK "Sayumin no... Oshiete Kouhai!" (20 января 2015, Wani Books, ISBN 978-4-8470-4715-2)[22]
- Morning Musume '17 Shijou Drama "Haikei, Haru-senpai! ~Higashi-Azabu Koukou Hakusho~" (11 декабря 2017, Wani Books, ISBN 978-4-8470-4982-8)[23]
- Morning Musume 20 Shuunen Kinen Official Book (19 июня 2018, Wani Books, ISBN 978-4-8470-8125-5)[24]
- Morning Musume '18 Micchaku Documentary Photobook "NO DAY , BUT TODAY 21 Nenme ni Kaita Yumetachi VOL.1" (14 сентября 2018, Tokyo News Service, ISBN 4863368216)
- Morning Musume '18 Micchaku Documentary Photobook "NO DAY , BUT TODAY 21 Nenme ni Kaita Yumetachi VOL.2" (14 сентября 2018, Tokyo News Service, ISBN 4863368224)
- Morning Musume '18 Micchaku Documentary Photobook "NO DAY , BUT TODAY 21 Nenme ni Kaita Yumetachi VOL.3" (14 сентября 2018, Tokyo News Service, ISBN 4863368232)

## См.также
- Morning Musume
- Список участниц Morning Musume
- Дискография Morning Musume